# مدام أديلايد
ماري أديلايد الفرنسية (بالفرنسية: Marie Adélaïde de france)‏؛ 23 مارس 1732 - 23 فبراير 1800)؛ أميرة فرنسية، والابنة الرابعة والطفل السادس للملك لويس الخامس عشر وزوجته ماريا ليزينسكا. بصفتها الابنة الشرعية للملك أصبحت «سيدة فرنسا»، وعرفت باسم «مدام كوتريمي، السيدة الرابعة» حتى وفاة أختها الكبرى ماري لويز في عام 1733، ثم أصبحت «مدام ترويسيمي، السيدة الثالثة» باسم «مدام أديلايد» من 1737 إلى 1755؛ ثم أصبحت «المدام» من 1755 إلى 1759؛ ثم أصبحت «مدام أديلايد» مجدداً من 1759 حتى وفاتها. عرفت أديلايد هي وشقيقاتها باسم سيدات فرنسا.
منح لويس السادس عشر أديلايد وشقيقتها صوفي دوقية لوفوا منذ عام 1777 حتى 1792.